# 恩格爾斯巴赫河 (艾施河支流)
49°37′26″N 10°39′37″E / 49.62389°N 10.66028°E
恩格爾斯巴赫河是德國的河流，位於該國東南部，由巴伐利亞負責管轄，屬於艾施河的左支流，河道全長4.9公里，流域面積7.9平方公里。